# Léna Brocard
Léna Brocard (* 19. Mai 2000 in Saint-Martin-d’Hères) ist eine französische nordische Kombiniererin.

## Werdegang

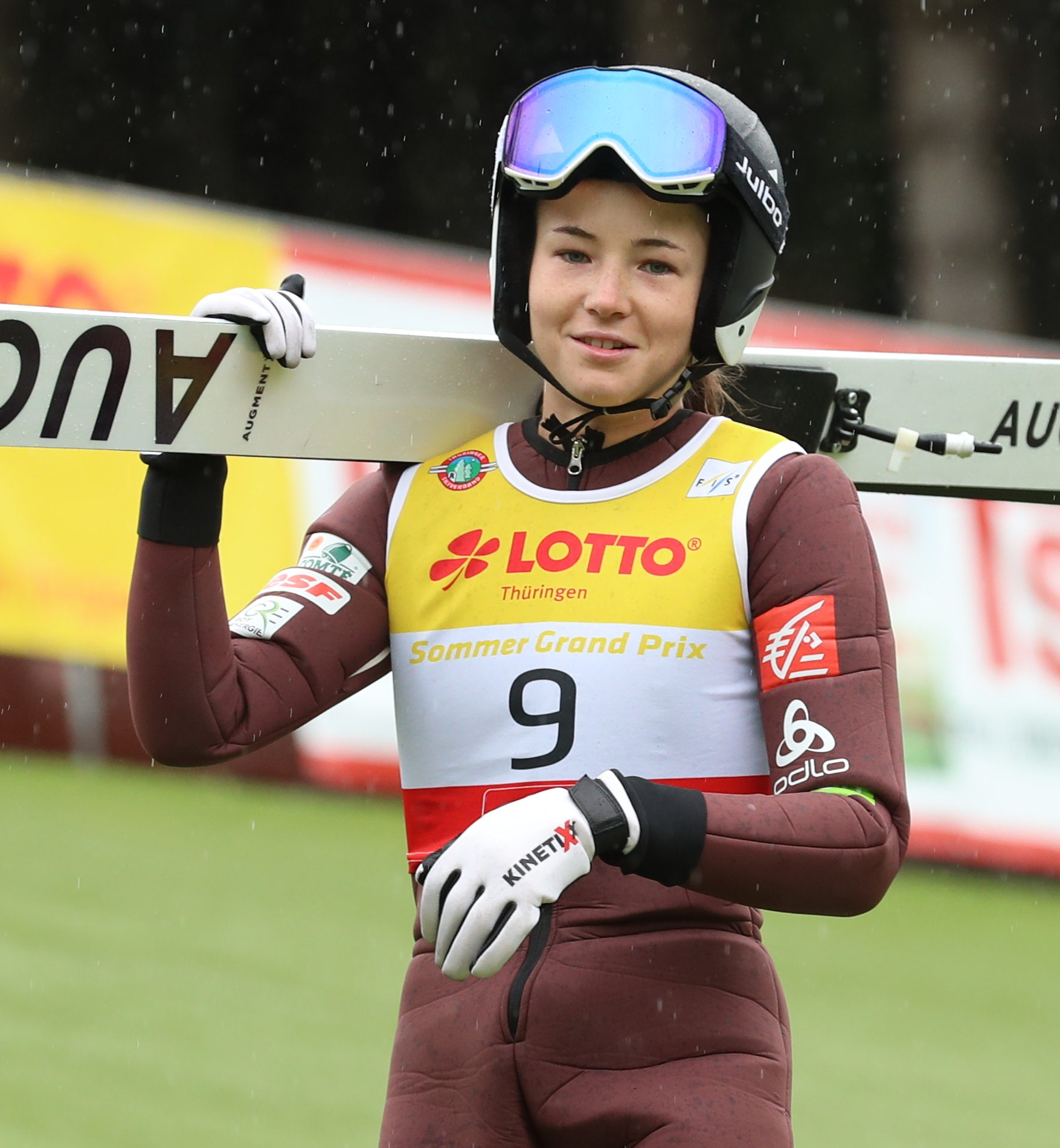
Brocard beim Sommer Grand Prix 2021 in Oberhof

Brocard gab ihr internationales Debüt am 2. September 2016 beim Youth-Cup-Wettbewerb in Oberstdorf. Am 11. März 2017 erreichte sie als Dritte im heimischen Chaux-Neuve erstmals das Podium im Alpencup. Am 5. Januar 2019 debütierte Brocard in Otepää im Continental Cup und belegte dabei den neunten Rang. Bei den Nordischen Junioren-Skiweltmeisterschaften 2019 in Lahti reichte es nur zum fünfzehnten Platz im erstmals ausgetragenen Juniorinnenwettkampf nach der Gundersen-Methode. Darüber hinaus nahm sie auch an den Skisprung-Wettbewerben teil, wobei sie im Einzel den 42. Platz sowie mit dem Team den sechsten Platz belegte.
Zum Saisonende wurde Brocard bei den französischen Meisterschaften Ende März 2019 Vizemeisterin hinter Emma Tréand. Im Sommer 2019 debütierte Brocard in Oberwiesenthal im Grand Prix. Ihr bestes Einzelresultat war dabei der achte Rang in Klingenthal. Schließlich beendete sie den Grand Prix 2019 als Achtzehnte in der Gesamtwertung. In der Continental-Cup-Saison 2019/20 reihte sich Brocard im Mittelfeld ein. Bei den Nordischen Junioren-Skiweltmeisterschaften 2020 in Oberwiesenthal ging sie als Dritte auf die Loipe, fiel letztlich aber auf den siebten Rang zurück.
Am 11. Oktober 2020 holte Brocard bei den französischen Meisterschaften 2020 in Gérardmer ihren ersten Meistertitel. Am 18. Dezember 2020 nahm sie als einzige Französin am historisch ersten Weltcup-Wettbewerb in der Ramsau teil und belegte dabei den 22. Platz. Nach mehreren Wochen ohne Wettkämpfe stand Ende Januar 2021 in Eisenerz das erste Continental-Cup-Wochenende der Saison an. An allen drei Wettkampftagen lief Brocard in die Punkteränge, ihre beste Platzierung stellte dabei der 19. Platz dar. Rund einen Monat später nahm sie zudem an der historisch ersten Medaillenentscheidung der Nordischen Kombiniererinnen bei Nordischen Skiweltmeisterschaften in Oberstdorf teil. Brocard ging mit fast drei Minuten Rückstand auf die Führende auf die Loipe, auf der sie sich um einen Rang verbessern konnte und schließlich den 21. Platz belegte. Zum Saisonabschluss gewann Brocard am 1. April in Courchevel und Méribel ihren zweiten Meistertitel.
In der Weltcup-Saison 2021/22 war Brocard erneut die einzige Französin, die an Wettkämpfen teilnahm. Sie erreichte bei allen Rennen die Punkteränge und erzielte ihr bestes Saisonergebnis als Siebte beim abschließenden Wettbewerb in Schonach. Im Gesamtweltcup belegte sie den 13. Platz. Im Winter 2022/23 startete Brocard im Weltcup in die Saison, ehe sie am 9. Dezember in Lillehammer als Dritte erstmals das Podest im Continental Cup erreichte. Kurz vor Weihnachten wurde sie zum vierten Mal in Folge französische Meisterin. Bei den Nordischen Skiweltmeisterschaften 2023 in Planica lief sie auf Rang 15. Anfang März gewann sie in Eisenerz ihr erstes Continental-Cup-Rennen. Die Saison schloss sie auf dem zehnten Platz in der Gesamtweltcupwertung ab.
Brocard etablierte sich auch in der Saison 2023/24 in der Weltcup-Spitze und erreichte mehrmals eine Platzierung unter den besten Zehn. Beim Gundersen-Rennen über acht Kilometer in Schonach Ende Januar 2024 erzielte Brocard als Vierte ihr bis dato bestes Einzelergebnis. Im Gesamtweltcup belegte sie den achten Rang. Im Sommer 2024 lief Brocard bei allen vier Rennen des Grand Prix in die Top Ten und wurde in der Gesamtwertung Vierte. Brocard startete mit einem 14. Platz in die Weltcup-Saison 2024/25. Bei den folgenden Weltcup-Rennen des Winters schnitt sie meist besser ab und erreichte regelmäßig eine Platzierung unter den besten Zehn. Nur bei den Nordischen Skiweltmeisterschaften 2025 in Trondheim konnte sie daran nicht anknüpfen. Im Massenstart belegte sie Rang 15, im Gundersen Einzel den 17. Platz. Gemeinsam mit Gaël Blondeau, Marion Droz Vincent und Laurent Muhlethaler wurde sie Sechste im Mixed-Team.

## Erfolge

### Continental-Cup-Siege im Einzel
| Nr. | Datum        | Ort      | Disziplin               |
| --- | ------------ | -------- | ----------------------- |
| 1.  | 5. März 2023 | Eisenerz | Gundersen Normalschanze |

## Statistik

### Platzierungen bei Weltmeisterschaften
| Jahr und Ort    | Wettbewerb | Wettbewerb  | Wettbewerb |
| Jahr und Ort    | Gundersen  | Massenstart | Mixed-Team |
| --------------- | ---------- | ----------- | ---------- |
| 2021 Oberstdorf | 21.        | —           | —          |
| 2023 Planica    | 15.        | —           | —          |
| 2025 Trondheim  | 17.        | 15.         | 06.        |

### Weltcup-Platzierungen
| Saison  | Platz | Punkte |
| ------- | ----- | ------ |
| 2020/21 | 22.   | 009    |
| 2021/22 | 13.   | 162    |
| 2022/23 | 10.   | 239    |
| 2023/24 | 08.   | 653    |

### Grand-Prix-Platzierungen
| Saison | Platz | Punkte |
| ------ | ----- | ------ |
| 2019   | 18.   | 056    |
| 2021   | 16.   | 062    |
| 2022   | 16.   | 062    |
| 2023   | 12.   | 144    |
| 2024   | 04.   | 232    |

### Continental-Cup-Platzierungen
| Saison  | Platz | Punkte |
| ------- | ----- | ------ |
| 2018/19 | 19.   | 099    |
| 2019/20 | 22.   | 087    |
| 2020/21 | 34.   | 028    |
| 2021/22 | 06.   | 132    |
| 2022/23 | 05.   | 140    |